# Quỳnh Thắng
Quỳnh Thắng là một xã thuộc tỉnh Nghệ An, Việt Nam. Xã được hình thành trên cơ sở sáp nhập xã Tân Thắng và xã Quỳnh Thắng của huyện Quỳnh Lưu trong đợt Sáp nhập tỉnh thành Việt Nam 2025.

## Địa lý
Xã Quỳnh Thắng có vị trí địa lý:
- Phía Đông giáp xã Quỳnh Văn và phường Hoàng Mai;
- Phía Nam giáp xã Quỳnh Văn và xã Quỳnh Tam;
- Phía Tây giáp xã Nghĩa Lâm và xã Đông Hiếu;
- Phía Bắc giáp tỉnh Thanh Hoá.

Xã Quỳnh Thắng có diện tích tự nhiên 107,99 km².

## Hành chính và tên gọi
Xã Quỳnh Thắng được thành lập theo Nghị quyết số 1678/NQ-UBTVQH15 của Ủy ban Thường vụ Quốc hội Việt Nam, ban hành ngày 16 tháng 6 năm 2025. Theo đó, sắp xếp toàn bộ diện tích tự nhiên, quy mô dân số của xã Tân Thắng và xã Quỳnh Thắng thuộc huyện Quỳnh Lưu trước đây thành một xã mới có tên gọi là xã Quỳnh Thắng.
Trước đó, theo Đề án sắp xếp đơn vị hành chính cấp xã tỉnh Nghệ An, xã này là xã Quỳnh Lưu 7.
Sau sắp xếp xã có diện tích tự nhiên: 107,99 km², quy mô dân số: 15.313 người.